# Михайлов, Вадим Иванович
Вади́м Ива́нович Миха́йлов (30 сентября 1938 — 14 сентября 2020) — советский легкоатлет, специалист по бегу на средние дистанции. Выступал за сборную СССР по лёгкой атлетике в 1960-х годах, победитель первенств всесоюзного и республиканского значения, бывший рекордсмен мира в эстафете 4 × 800 метров. Представлял Ленинград и спортивное общество «Труд». Мастер спорта СССР. Тренер и преподаватель.

## Биография
Вадим Михайлов родился 30 сентября 1938 года.
Начал заниматься лёгкой атлетикой в 1951 году, проходил подготовку в Ленинграде под руководством заслуженного тренера РСФСР Аллана Михайловича Нотмана. Выступал за добровольное спортивное общество «Труд» (Ленинград). Окончил Ленинградское высшее инженерное морское училище (1960).
Первого серьёзного успеха на всесоюзном уровне добился в сезоне 1965 года, когда на чемпионате СССР в Алма-Ате с результатом 1.49,5 превзошёл всех соперников в беге на 800 метров и завоевал золотую медаль.
В июне 1966 года на соревнованиях в Лондоне совместно с Ремиром Митрофановым, Олегом Райко и Александром Устьянцевым установил мировой рекорд в эстафете 4 × 800 метров (4 × 880 ярдов) — 7:16.0. Британские спортсмены показали здесь лучшее время, но их результат не ратифицировали. Позднее в дисциплине 800 метров одержал победу на чемпионате СССР в Днепропетровске, дошёл до стадии полуфиналов на чемпионате Европы в Будапеште.
В 1967 году на чемпионате страны в рамках IV летней Спартакиады народов СССР в Москве стал бронзовым призёром на дистанции 1500 метров.
Одновременно со спортивной карьерой в 1960—1965 годах работал инженером на Адмиралтейском заводе в Ленинграде.
В 1965—1969 годы — инструктор по физической культуре в добровольном спортивном обществе «Зенит» (Ленинград).
Впоследствии работал тренером в ленинградской Школе высшего спортивного мастерства, в 1981—1990 годах — являлся тренером и директором Легкоатлетической школы В. И. Алексеева в Ленинграде. Преподавал на кафедре лёгкой атлетики в Государственном институте физической культуры имени П. Ф. Лесгафта. Регулярно принимал участие в различных любительских и ветеранских забегах.
Погиб 14 сентября 2020 года недалеко от посёлка Мшинская в Лужском районе Ленинградской области в возрасте 81 года (ушёл в лес за ягодами и не вернулся, был найден поисковиками Лиза Алерт).